# Ippolito da Correggio
Ippolito da Correggio (Correggio, gennaio 1510 – Correggio, 13 dicembre 1552) è stato un nobile e militare italiano, conte di Correggio dal 1520 alla morte (in condominio con il fratello Girolamo e i cugini Gianfrancesco II e Manfredo II).

## Biografia
Ippolito nacque a Correggio nel gennaio 1510 e il 27 dello stesso mese venne battezzato dal cardinale Ippolito d'Este e da Isabella d'Este.
Suoi genitori furono il conte Giberto VII da Correggio e la sua seconda moglie, Veronica Gambara. Sua madre, sorella del cardinale Uberto Gambara, fu una delle donne più illustri d'Italia e fu molto apprezzata e decantata dai contemporanei per il suo ingegno poetico e letterario.
Il 16 dicembre 1520 l'imperatore Carlo V d'Asburgo investì nuovamente la famiglia degli storici terreni. Così, metà Contea spettò a Ippolito e al fratello Girolamo, mentre l'altra metà apparteneva già ai cugini Gianfrancesco II e Manfredo II, che vennero confermati dall'investitura.
Come di consuetudine, venne indirizzato alla carriera militare. Dal 1528 fu ai servigi imperiali e partecipò a varie battaglie. Nel 1530, come generale di fanteria, prese parte alla distruzione della Repubblica di Firenze. Nel 1532 nella guerra di Ungheria. Poi, nel 1536 e nel 1543 partecipò, come colonnello e poi generale di fanteria, alle due campagne in Piemonte e Provenza contro i Francesi. Il 13 febbraio 1537 ottenne da Alfonso III d'Avalos, marchese del Vasto, il comando dell'esercito destinato ad impadronirsi di Mirandola, occupata dai Francesi, ma la guerra non portò ai suoi frutti e Ippolito non riuscì ad impadronirsi della città. Sempre per Carlo V, inoltre, fu governatore delle armi in Velletri.
Nel dicembre 1541, per mantenere l'unità del feudo correggese, sposò Chiara (n. 10 gennaio 1527 - m. ?), figlia ed erede universale del cugino Gianfrancesco.
Nel 1552, a seguito della ribellione di Siena contro gli Spagnoli e le vicende ad essa connesse, si creò una situazione spinosa per il duca Cosimo I de' Medici, accusato di non aver spedito in tempo il supporto necessario e di aver addirittura tramato a favore di Siena e dei Francesi. A seguito di ciò, Ippolito venne inviato alla corte imperiale in Germania per giustificare e scagionare il duca fiorentino, ottenendo un felice risvolto.
Morì a Correggio il 13 dicembre 1552.

## Discendenza
Dall'unione con la moglie Chiara nacquero un figlio e tre figlie:
- Francesco Borso (battezzato il 3 dicembre 1542[4] - morto subito dopo);
- Fulvia (1543 – 1590), contessa consorte di Mirandola e di Concordia come moglie di Ludovico II Pico.[1]
- n.n. (morta infante)
- n.n. (morta infante)

## Ascendenza
|                          |                 |                        | Genitori              |  |  | Nonni |  |  | Bisnonni                 |  |  | Trisnonni               |  |
|                          |                 |                        |                       |  |  |       |  |  | Gherardo VI da Correggio |  |  | Giberto IV da Correggio |  |
|                          |                 |                        |                       |  |  |       |  |  | Gherardo VI da Correggio |  |  | Giberto IV da Correggio |  |
|                          |                 | Orsolina Pio           |                       |  |  |       |  |  | Gherardo VI da Correggio |  |  |                         |  |
| Manfredo I da Correggio  |                 |                        |                       |  |  |       |  |  | Gherardo VI da Correggio |  |  |                         |  |
|                          |                 | ???                    | ???                   |  |  |       |  |  |                          |  |  |                         |  |
|                          |                 | ???                    | ???                   |  |  |       |  |  |                          |  |  |                         |  |
|                          |                 | ???                    | ???                   |  |  |       |  |  |                          |  |  |                         |  |
| Giberto VII da Correggio |                 | ???                    |                       |  |  |       |  |  |                          |  |  |                         |  |
|                          |                 | Marco I Pio            | Giberto I Pio         |  |  |       |  |  |                          |  |  |                         |  |
|                          |                 | Marco I Pio            | Giberto I Pio         |  |  |       |  |  |                          |  |  |                         |  |
|                          |                 | Marco I Pio            | Bianca Casati         |  |  |       |  |  |                          |  |  |                         |  |
| Agnese Pio               |                 | Marco I Pio            |                       |  |  |       |  |  |                          |  |  |                         |  |
|                          |                 | Taddea de' Roberti     | Cabrino de' Roberti   |  |  |       |  |  |                          |  |  |                         |  |
|                          |                 | Taddea de' Roberti     | Cabrino de' Roberti   |  |  |       |  |  |                          |  |  |                         |  |
|                          |                 | Taddea de' Roberti     | Margherita del Sale   |  |  |       |  |  |                          |  |  |                         |  |
| Ippolito da Correggio    |                 | Taddea de' Roberti     |                       |  |  |       |  |  |                          |  |  |                         |  |
|                          | Brunoro Gambara | Maffeo Gambara         |                       |  |  |       |  |  |                          |  |  |                         |  |
|                          | Brunoro Gambara | Maffeo Gambara         |                       |  |  |       |  |  |                          |  |  |                         |  |
|                          | Brunoro Gambara | ???                    |                       |  |  |       |  |  |                          |  |  |                         |  |
| Gianfrancesco Gambara    | Brunoro Gambara |                        |                       |  |  |       |  |  |                          |  |  |                         |  |
|                          |                 | Ginevra Nogarola       | Leonardo Nogarola     |  |  |       |  |  |                          |  |  |                         |  |
|                          |                 | Ginevra Nogarola       | Leonardo Nogarola     |  |  |       |  |  |                          |  |  |                         |  |
|                          |                 | Ginevra Nogarola       | Bianca Borromeo       |  |  |       |  |  |                          |  |  |                         |  |
| Veronica Gambara         |                 | Ginevra Nogarola       |                       |  |  |       |  |  |                          |  |  |                         |  |
|                          |                 | Marco II Pio           | Giberto Pio           |  |  |       |  |  |                          |  |  |                         |  |
|                          |                 | Marco II Pio           | Giberto Pio           |  |  |       |  |  |                          |  |  |                         |  |
|                          |                 | Marco II Pio           | Alda da Polenta       |  |  |       |  |  |                          |  |  |                         |  |
| Alda Pio                 |                 | Marco II Pio           |                       |  |  |       |  |  |                          |  |  |                         |  |
|                          |                 | Benedetta del Carretto | Galeotto del Carretto |  |  |       |  |  |                          |  |  |                         |  |
|                          |                 | Benedetta del Carretto | Galeotto del Carretto |  |  |       |  |  |                          |  |  |                         |  |
|                          |                 | Benedetta del Carretto | Vannina Adorno        |  |  |       |  |  |                          |  |  |                         |  |
|                          |                 | Benedetta del Carretto |                       |  |  |       |  |  |                          |  |  |                         |  |